# Guitalele
Un guitalele (a volte anche guitarlele) è uno strumento musicale, ibrido di chitarra classica e ukulele.
Il guitalele combina la trasportabilità dell'ukulele, grazie alle sue piccole dimensioni, con le sei corde della chitarra classica e le possibili combinazioni che ne derivano.
Può avere un microfono incorporato, che permette di suonare il guitalele sia come chitarra acustica, sia collegato ad un amplificatore.
Il guitalele viene commercializzato sia come chitarra da viaggio, che come chitarra per bambini.
Nel gennaio 1997, la Yamaha Corporation mise in commercio il GL-1 Guitalele.
Un guitalele ha le stesse dimensioni di un ukulele: ne consegue che la sesta corda (il basso) produce un la (corrisponde cioè a una chitarra col capotasto al quinto tasto). 
Le corde vengono accordate (dalla più grave verso la più acuta) in la-re-sol-do-mi-la (ADGCEA), sicché le note a vuoto delle quattro corde più acute risultano le stesse di un ukulele con la quarta corda accordata a sol basso.